# Журнал за когнитивна невронаука
Журналът за когнитивна невронаука (Journal of Cognitive Neuroscience) е главен рецензиран журнал за научни изследвания на когнитивната неврология и взаимодействието между мозъка и поведението.
Той има смесен дисциплинарен подход, покриващ изследвания в невронауката, невропсихологията, когнитивната психология, невробиологията, лингвистиката, информатиката и философията. Публикува се от MIT Press в сътрудничество с High Wire Press, асоцииран с Стандфордския университет и института за когнитивни невронауки.
Сегашният редактор на журнала е Марк Деспозито, професор по неврология и психология в Калифорнийския университет.